# NGC 509
NGC 509 (również PGC 5080 lub UGC 932) – galaktyka spiralna z poprzeczką (SB0-a), znajdująca się w gwiazdozbiorze Ryb. Odkrył ją Albert Marth 1 października 1864 roku.